# Hierobotana
Hierobotana, monotipski biljni rod iz porodice sporiševki smješšten u tribus Verbeneae.  Jedini predstavnik mu je južnoamerički  polugrm H. inflata, endem iz Ekvadora  Rod je opisan u Die Natürlichen Pflanzenfamilien 4(3a): 148. 1895.

## Sinonimi
- Verbena inflata Kunth; Nov. Gen. et Sp. 2: 273 (1818)
- Verbena heterophylla Willd. ex Spreng.; Syst. Veg. ed. 16, 2: 749 (1825)